# デビッド・コルテス
デビッド・カルデナス・コルテス（David Cárdenas Cortés, 1973年10月15日 - ）は、メキシコ出身のプロ野球選手（投手）。

## 経歴
1996年にアトランタ・ブレーブスと契約。1999年8月30日の対シンシナティ・レッズ戦（シナジー・フィールド）で、7回表から3番手として登板しメジャーデビュー。敗戦処理としての登板であったが、2イニングを投げて3失点と散々なデビューとなってしまった。
なかなかメジャーに定着できず、2002年からは母国のメキシカンリーグでもプレーしたが、2003年にはクリーブランド・インディアンスで4年ぶりのメジャー復帰を果たす。
コロラド・ロッキーズに所属していた2005年にはリリーフとして50試合に登板、2006年は30試合に登板した。また、2006年の第1回WBCではメキシコ代表に選出され3試合に登板。2次リーグの対アメリカ戦でセーブを挙げている。
2008年、メキシカンリーグのレッドデビルスでメキシカンシリーズ優勝に貢献すると、8月13日に、不振により退団したマーティー・マクレリーの代役として韓国プロ野球（KBO）のロッテ・ジャイアンツに移籍し、抑えとして活躍しチームの8年ぶりのポストシーズン進出に一役買ったが、公式戦終盤や準プレーオフではリリーフに失敗する場面も目立ち信頼を得られず、チームがジョン・アドキンスと契約したこともあり、この年限りでロッテを退団となった。
2009年、第2回WBCでもメキシコ代表に選出された。
その後は、メキシカンリーグでプレーし、2010年限りで現役を引退。

## プレースタイル
速球とスライダー、チェンジアップが主な球種で、ロングリリーフもこなすリリーバー。

## 詳細情報

### 年度別投手成績
| 年 度    | 球 団    | 登 板 | 先 発 | 完 投 | 完 封 | 無 四 球 | 勝 利 | 敗 戦 | セ 丨 ブ | ホ 丨 ル ド | 勝 率 | 打 者 | 投 球 回 | 被 安 打 | 被 本 塁 打 | 与 四 球 | 敬 遠 | 与 死 球 | 奪 三 振 | 暴 投 | ボ 丨 ク | 失 点 | 自 責 点 | 防 御 率 | W H I P |
| -------- | -------- | ----- | ----- | ----- | ----- | -------- | ----- | ----- | -------- | ----------- | ----- | ----- | -------- | -------- | ----------- | -------- | ----- | -------- | -------- | ----- | -------- | ----- | -------- | -------- | ------- |
| 1999     | ATL      | 4     | 0     | 0     | 0     | 0        | 0     | 0     | 0        | --          | ----  | 18    | 3.2      | 3        | 0           | 4        | 0     | 0        | 2        | 2     | 0        | 3     | 2        | 4.91     | 1.91    |
| 2003     | CLE      | 2     | 0     | 0     | 0     | 0        | 0     | 0     | 0        | 0           | ----  | 18    | 3.0      | 8        | 1           | 0        | 0     | 0        | 1        | 0     | 0        | 5     | 4        | 12.00    | 2.67    |
| 2005     | COL      | 50    | 0     | 0     | 0     | 0        | 2     | 0     | 2        | 4           | 1.000 | 213   | 52.2     | 50       | 9           | 10       | 2     | 1        | 36       | 3     | 0        | 24    | 24       | 4.10     | 1.14    |
| 2006     | COL      | 30    | 0     | 0     | 0     | 0        | 3     | 1     | 0        | 3           | .750  | 124   | 29.1     | 35       | 3           | 6        | 1     | 1        | 14       | 0     | 0        | 14    | 14       | 4.30     | 1.40    |
| 2008     | ロッテ   | 13    | 0     | 0     | 0     | 0        | 2     | 1     | 8        |             | .667  | 51    | 12.2     | 14       | 1           | 3        | 0     | 0        | 10       | 1     | 0        | 4     | 4        | 2.84     | 1.34    |
| MLB：4年 | MLB：4年 | 86    | 0     | 0     | 0     | 0        | 5     | 1     | 2        | *7          | .833  | 373   | 88.2     | 96       | 13          | 20       | 3     | 2        | 53       | 5     | 0        | 46    | 44       | 4.47     | 1.31    |
| KBO：1年 | KBO：1年 | 13    | 0     | 0     | 0     | 0        | 2     | 1     | 8        |             | .667  | 51    | 12.2     | 14       | 1           | 3        | 0     | 0        | 10       | 1     | 0        | 4     | 4        | 2.84     | 1.34    |

- 「-」は記録なし
- 通算成績の「*数字」は不明年度がある事を示す

### 背番号
- 51 （1999年）
- 47 （2003年）
- 50 （2005年 - 2006年）
- 51 （2008年）